# Tổng giáo phận Athens
Tổng giáo phận Athens (tiếng Latin: Archidioecesis Atheniensis hoặc Athenarum) là một tổng giáo phận của Giáo hội Công giáo nằm ở thành phố Athens của Hy Lạp. Tòa giám mục là Nhà thờ tân cổ điển Nhà thờ Thánh Dionysius the Areopagite.

## Lịch sử
Tòa giám mục Athens là một trong những giám mục Kitô giáo lâu đời nhất, có thời gian từ Hierotheos the Pattmothete vào giữa thế kỷ 1 sau Công nguyên. Trong ca. 800, nó đã được nâng lên thành một giáo phận thành đô.
Năm 1205, thành phố bị quân Thập tự chinh bắt giữ, người đã chinh phục Constantinople và giải thể Đế quốc Byzantine một năm trước đó. Giám mục Chính thống Hy Lạp đương nhiệm của thành phố, Michael Choniates, đã nghỉ hưu đến đảo Kea, và một tổng giám mục Công giáo La Mã đã được đặt vào vị trí của ông, với giáo sĩ người Pháp Berard được bầu vào vị trí vào năm 1206. 
Thập tự quân phần lớn duy trì trật tự giáo hội mà họ tìm thấy, bổ nhiệm các giám mục Công giáo thay thế các vị linh mục Chính thống. Do đó, sau này bởi Giáo hoàng Innocent III cho Berard vào năm 1209, 11 tòa phó giám mục được đề cập dưới Athens, giống hệt với những người dưới quyền cai trị của Byzantine, mặc dù hầu hết trong số này đều trống trên thực tế: Negroponte (Egripontis), Thermopylae (Cermopilensis, trụ sở tại Bodonitsa), Davleia (Davaliensem), Aulon (Abelonensem), Oreoi (Zorconensis), Karystos (Caristiensem), Koroneia (Coroniacensem), Andros (Andrensem), Megara (Megarensem), Skyros (Squirensem), và Kea (Cheensem). Ở Provinciale Romanum, một danh sách các tòa giám phó giám mục của giám mục Roma, có thời gian từ trước năm 1228, số phó giám mục được giảm xuống còn 8: Thermopylae, Daulia, Salona, Negroponte, Aulon, Oreoi, Megara, và Skyros.